# Anti Believer
『Anti Believer』（アンチビリーバー）は、マイキPの配信限定セルフカバーミニアルバム。2021年12月11日にリリースされた。

## 概要
マイキP名義初のアルバム作品にして、マイキ自身としても初のアルバムとなる。ラトゥラトゥのメンバーだったマイキの2022年1月のソロアーティストデビューに先駆けて、ボーカロイド楽曲としてリリースしてきた楽曲のセルフカバーバージョンをまとめた今作がリリースされる。
ラトゥラトゥ脱退後に、UUUM及びUUUM Recordsを退所した影響で、「アンチジョーカー」「バケモノ信者」「メンヘラデーモン」の3曲が各音楽配信サービスから削除されていたが、アルバム発売に先駆け、12月4日に「バイメーバイメー」の配信リリースと同時に再び配信リリースされた。
11月6日に「バイメーバイメー」、12月4日に「アンチジョーカー」のセルフカバーバージョンのミュージックビデオが公開された。

## 収録内容
| 全作詞・作曲・編曲: マイキP。 |                        |         |            |      |
| #                             | タイトル               | 作詞    | 作曲・編曲 | 時間 |
| 1.                            | 「Anti Believer (SE)」 | マイキP | マイキP    | 0:42 |
| 2.                            | 「バイメーバイメー」   | マイキP | マイキP    | 3:46 |
| 3.                            | 「アンチジョーカー」   | マイキP | マイキP    | 4:01 |
| 4.                            | 「バケモノ信者」       | マイキP | マイキP    | 3:01 |
| 5.                            | 「メンヘラデーモン」   | マイキP | マイキP    | 3:02 |
| 合計時間:                     | 合計時間:              | 14:27   |            |      |

## 楽曲解説
バイメーバイメー
ボーカロイド楽曲としては4作目。アルバムリリースに先駆けて、12月4日にボーカロイドバージョンが配信リリースされた。
アンチジョーカー
ボーカロイドの処女作。この楽曲でニコニコ動画の「初音ミク」のランキングや、VOCALOIDカテゴリランキング1位を獲得した。
バケモノ信者
ボーカロイド楽曲としては2作目であり、1作目であるアンチジョーカーのアンサーソングである。
メンヘラデーモン
ボーカロイド楽曲としては3作目。メンヘラを好きになれない自身の実体験をもとに手掛けられた楽曲。